# Qyntel Woods
Qyntel Deon Woods (ur. 16 lutego 1981 w Memphis) – amerykański koszykarz grający na pozycji niskiego skrzydłowego.
W sezonach 2014/15 i 2017/18 zawodnik AZS-u Koszalin. W 2009, w barwach Asseco Prokom Gdynia zdobył mistrzostwo Polski.
Spędził kilka sezonów w NBA w barwach: Portland Trail Blazers, Boston Celtics (okres letni), Miami Heat, New York Knicks.
Uczęszczał do Carver High School w Memphis, w stanie Tennessee. Będąc w klasie maturalnej, poprowadził swój zespół do mistrzostwa stanu Tennessee, zdobywając średnio 23 punkty w meczu, mimo kontuzji. Nabawił się jej podczas gry w futbol amerykański. Był także reprezentantem szkoły w baseballu. We wszystkich trzech dyscyplinach otrzymał oferty stypendiów akademickich. Ostatecznie zdecydował się na koszykówkę. Po ukończeniu liceum rozegrał dwa sezony w Moberly Area Community College (23,4 punktu, 8,3 zbiórki, 2,1 asysty, 1,4 przechwytu – 2001) oraz jeden w Northeast Mississippi Community College (32,3 punktu, 10 zbiórki, 1,8 asysty, 2,0 przechwytu). Podczas pierwszego sezonu w Moberly nabawił się kontuzji lewego kolana, która zakończyła się operacją oraz utratą prawie całego sezonu 1999/2000.
W 2002 przystąpił do draftu NBA. Został wybrany przez zespół Portland Trail Blazers z numerem 21 ogólnej listy. Nie występował w renomowanych uczelniach, jednak skauci NBA oceniali bardzo wysoko jego koszykarski potencjał, porównując nawet do Tracy’ego McGrady.
Podczas swojego debiutanckiego sezonu w NBA rozegrał 53 spotkania, spędzając na parkiecie średnio 6,3 minuty w meczu. W tym czasie notował 2,4 punktu oraz 1,0 zbiórki. Wystąpił także w czterech grach play-off, debiutu nie mógł jednak zaliczyć do zbyt udanych. Podczas letniej ligi NBA został wybrany do składu najlepszych zawodników rozgrywek (All-Rocky Mountain Revue Team 2003). W kolejnym sezonie (2003/04) pojawił się na parkiecie 62 razy, z czego 8 jako zawodnik składu wyjściowego (3,6 punktu, 2,2 zbiórki). Następnie zaczęły się jego pozaboiskowe problemy. Został oskarżony o znęcanie się nad zwierzętami. Wystawiał swoje pitbulle Hollywooda oraz Sugar do walk psów. W związku z tym nie pojawił się w żadnym spotkaniu Blazers podczas sezonu 2004/05. Sąd nakazał mu 80 godzin prac społecznych oraz wpłatę 10 000 dolarów dotacji na rzecz organizacji Oregon Humane Society. Klub z Oregonu z odpowiedzi na zarzuty zawiesił zawodnika oraz nie wypłacił mu aż 500 000 dolarów z jego 1,1-milionowego kontraktu. W styczniu 2005 został definitywnie zwolniony przez zespół. Jeszcze w tym samym miesiącu związał się umową z Miami Heat. W barwach nowego klubu rozegrał zaledwie 3 spotkania, uzyskując 3,3 punktu i 2 zbiórki na mecz. Stracił 28 spotkań sezonu z powodu kontuzji rzepki. W sierpniu znalazł się w składzie Boston Celtics, jednak i tym razem nie na długo. Klub zwolnił go w październiku, jeszcze przed rozpoczęciem kolejnego sezonu.
W grudniu 2005 został zawodnikiem nowojorskich Knicks. Rozegrał z nimi 49 gier, pojawiając się 16 razy w składzie podstawowym. Statystycznie prezentował się następująco: 6,7 punktu, 3,9 zbiórki, 1,0 asysty. W lutym 2007 rozpoczął występy na zapleczu NBA, w lidze D-League. Wraz z klubem Bakersfield Jam rozegrał jedynie 7 gier, notując 8.7 punktu i 2.1 zbiórki, po czym został zwolniony miesiąc później. Na początku lipca wyjechał do Grecji, gdzie związał się umową z Olympiakosem Pireus. W lidze greckiej rozegrał 10 spotkań (12,5 punktu, 2,9 zbiórki), natomiast w Eurolidze 23 (10,7 punktu, 4,0 zbiórki, 1,2 asysty), stając się jedną z gwiazd rozgrywek europejskich. Został wybrany do udziału w meczu gwiazd ligi greckiej, podczas którego wygrał konkurs wsadów. Podczas finałów ligi greckiej został przyłapany na paleniu marihuany. W rezultacie spowodowało to rozwiązanie kontraktu. Wraz z zespołem dotarł do ćwierćfinałów Euroligi, oraz finałów Pucharu Grecji jak i ligi.
W lipcu 2008 podpisał umowę z włoskim klubem Fortitudo Bolonia, który występował także w turnieju Eurocup. Podczas rozgrywek ligowych (10 meczów) notował 12,9 punktu, 3,9 zbiórki, 0,9 asysty, 1,8 przechwytu, natomiast w trakcie Eurocup odpowiednio 14,3, 4,3, 2,3 i 0,8.
W styczniu 2009 zawitał do Polski. Przyczynił się do zdobycia kolejnego tytułu mistrza Polski przez Asseco Prokom Gdynia. Wraz z zespołem dotarł również do finałów Pucharu Polski, w którym to Prokom uległ Kotwicy Kołobrzeg. Qyntel został „królem strzelców” PLK oraz zdobywcą nagrody MVP finałów PLK. W całym sezonie ligowym Woods notował średnio 19,2 punktu, 6,3 zbiórki oraz 1,6 asysty na mecz, w Eurolidze natomiast 12,2 punktu, 2,4 zbiórki i 1,2 przechwytu, a zespół z Gdyni dotarł do Top 16 rozgrywek. Gra zarówno efektownie jak i efektywnie, dzięki czemu dziennikarze określali go mianem „polskiego Lebrona Jamesa”. W listopadzie 2010 podpisał kontrakt z rosyjskim zespołem Krasnyje Krylia Samara. 23 grudnia 2010 klub rozwiązał umowę, a w styczniu 2011 związał się ponownie z drużyną z Gdyni, do końca sezonu 2010/11 z opcją przedłużenia kontraktu o kolejny rok.
Latem 2011 podpisał kontrakt z izraelskim Maccabi Hajfa. Następnie grał w Dniprze. W 2012 związał się z San Sebastián Gipuzkoa. W Hiszpanii notował średnio 11,9 punktu oraz 4 zbiórki w trakcie 29 rozegranych spotkań. 8 lipca 2013 został zawodnikiem francuskiego Le Mans Sarthe Basket. Został zwolniony we wrześniu, bez rozegrania w jego barwach ani jednego spotkania.
3 sierpnia 2014 podpisał kontrakt z AZS Koszalin. W lipcu 2015 trafił do francuskiego Cholet. 15 października 2017 został po raz kolejny w karierze zawodnikiem AZS-u Koszalin. 16 marca 2018 opuścił klub.
1 kwietnia 2019 zawarł kolejną w karierze umowę z AZS-em Koszalin.

## Osiągnięcia
Na podstawie, o ile nie zaznaczono inaczej.

### College
- Zaliczony do:
  - I składu NJCAA All-American (2002)
  - składu:
    - All-Region XVI (2001)
    - Honorable Mention National Junior College Athletic Association All-American (2001)

### Klubowe
- 3-krotny mistrz Polski (2009, 2010, 2011)
- Wicemistrz Grecji (2008)
- Finalista pucharu:
  - Grecji (2008)
  - Polski (2009)
- Uczestnik rozgrywek:
  - Euroligi (2007-10)
  - Eurocup (2008-09)

### Indywidualne
- MVP:
  - sezonu PLK (2010)
  - finałów PLK (2009)
  - miesiąca PLK (październik 2014, luty 2015)
  - 15 i 19 kolejki ligi ukraińskiej (2011/12)
- Lider strzelców PLK (2009)
- 2-krotnie powoływany do udziału w meczu gwiazd PLK (2009, 2010 – nie wystąpił w żadnym)
- Uczestnik meczu gwiazd ligi greckiej (2008)
- Zaliczony do:
  - I składu:
    - TBL (2010 – oficjalnie i przez dziennikarzy)[20]
    - All-Rocky Mountain Revue Team (2003)

  - II składu TBL (2015 przez dziennikarzy)[20]
- Zwycięzca konkursu wsadów w ligi greckiej (Greek League All-Star Slam Dunk Contest Champion 2008)
- Najlepszy Skrzydłowy Euroligi (2010)

## Statystyki

### Statystyki podczas występów w NBA

#### Sezon zasadniczy
- Sezon 2002/2003 (Portland Trail Blazers): 53 mecze (średnio 2,4 punktu oraz 1 zbiórka w ciągu 6,3 minuty)
- Sezon 2003/2004 (Portland Trail Blazers): 62 mecze (średnio 3,6 punktu oraz 2,2 zbiórki w ciągu 10,9 minuty)
- Sezon 2004/2005 (Miami Heat): 3 mecze (średnio 3,3 punktu oraz 2 zbiórki w ciągu 13,3 minuty)
- Sezon 2005/2006 (New York Knicks): 49 meczów (średnio 6,7 punktu oraz 3,9 zbiórki w ciągu 20,7 minuty)

#### Play-off
- Sezon 2002/2003 (Portland Trail Blazers): 4 mecze (średnio 1,8 punktu oraz 0,5 zbiórki w ciągu 4,5 minuty)

### Statystyki podczas występów w D-League
- Sezon 2006/2007 (Bakersfield Jam): 7 meczów (średnio 8,7 punktu oraz 2,1 zbiórki w ciągu 15,1 minuty)

### Statystyki podczas występów w PLK
- Sezon 2008/2009 (Asseco Prokom Sopot): 21 meczów (średnio 19,2 punktu oraz 6,3 zbiórki w ciągu 27,8 minuty)